# Shaolin Wuzang
Shaolin Wuzang (o Shaolin Kids, 中华小子S, zhōng huá xiǎo ziP, lett. "Chinese Kids") è un cartone animato franco-cinese prodotta da Les Cartooneurs associés e Fantasia Animation, in collaborazione con France 3 e Jetix e creato da Eric Paul Marais e Tian Xiao Zhang.

## Trama
Hua Xiao-Lan, Tang Xiao-Long e Cheng Xiao-Hu sono adolescenti protagonisti di un'avventura speciale. Saranno, prima di tutto, in grado di frequentare lezioni di Kung-Fu in un Monastero Shaolin. In realtà sono le reincarnazioni di tre cavalieri che sconfissero il demone Heihu migliaia di anni fa. I nostri tre giovani eroi divennero maestri di arti marziali: combatteranno nuovamente e con successo il demone, salvando la Cina e il resto del mondo.

## Personaggi

### Reincarnazioni dei tre eroi di Shaolin
- Hua Xiao-Lan: è l'unica ragazza al monastero Shaolin. È sola con la nonna, unica rimasta della sua famiglia, la sarta dei monaci. Hua è ostinata, caparbia e testarda, ma è una ragazza, e sa come sedurre i ragazzi per evitare il lavoro sporco. La sua principale qualità è il coraggio. Ovviamente è molto dotata in Kung Fu perché in segreto ha sempre osservato i monaci. Ha sviluppato una tecnica di combattimento tutto suo: usa panni bagnati. Nel corso del suo perfezionamento il Maestro Sanzang gli offre una frusta che diviene l'arma a cui si affeziona tantissimo. Durante i momenti critici in cui la paura la travolge, può controllare l'acqua. Questo potere lo aveva già dimostrato in molte situazioni di pericolo, per esempio nel momento in cui un gigantesco serpente cercò di divorarla (cfr. Marsh impiccato), contro Hei-hu, o durante un suo attacco, avvenuto con lo scopo di sottrarre, per la seconda volta, Il libro del potere (vedi Kwai Gonjin).
- Tang Xiao-Long: è l'unico figlio del governatore di Henan. Si stava preparando per un destino, definito, "molto più glorioso" (come primo ministro dell'imperatore o generale), prima di scoprire che in realtà il suo destino era diventare guerriero Shaolin. Tang ha mostrato pochissima modestia, e una grande mente scientifica. Combatte con una spada regalatagli da suo padre nel momento in cui aveva deciso di partire verso il monastero Shaloin. Odia chiunque tenti di toccare i suoi capelli.
- Cheng Xiao-Hu: proveniente da una famiglia povera e molto numerosa, Cheng è un semplice contadino. Il suo motto è: "Dobbiamo accontentarci di quello che abbiamo e prendere tutto quello che viene!". Non sa leggere. La sua arma è un bastone, divisibile in tre segmenti collegati da canali di ferro (nunchaku con tre filiali). È innamorato di Hua e ama mangiare.

### Alleati e personaggi secondari
- Sanzang: Grande Maestro Shaolin, è responsabile per il buon funzionamento del tempio e per le decisioni importanti riguardanti i suoi guerrieri. È come un nonno per i nostri eroi. Fu lui che, dopo il ritorno del demonio Hei-hu, dopo l'inizio della ricerca dei tre eroi Shaolin, prese Hua al tempio.
- Long-Doi: uno dei monaci del tempio. Si tratta di un uomo con un carattere difficile e sempre un passo dietro gli altri. Il suo attacco magico è un campo di forza, e una sfera che può far luce sui suoi avversari.
- Fong: un monaco responsabile della maggior parte dei corsi Shaolin. Insegna la storia del combattimento Shaolin ai suoi discepoli. Si tratta di un uomo burbero, paffuto ma dal cuore tenero. Di solito è per colpa sua se i nostri tre eroi sono puniti con lavori domestici.
- Governatore di Henan: padre di Tang, è un uomo giusto e buono, che sa come confortare il suo popolo in tempi di crisi. È molto amato da popolo di Kaifeng, la città in cui egli risiede nonché capoluogo della provincia di Henan. Occasionalmente cerca la collaborazione del Maestro Sanzang per risolvere i problemi più complicati.
- Junxiu: è la sorellina di Cheng. Appare per la prima volta nell'episodio La sorellina. Vivace e giocosa, trascorre il suo tempo scappando da casa, e, di conseguenza, finisce nei guai. Il fratello maggiore parla spesso delle sue avventure e dei suoi amici. Ha l'ammirazione sconfinata per Hua, l'unica figlia di Shaolin. Anch'essa desidera seguire lo stesso cammino e diventare una guerriera Wuzang. Sanzang decide di includerla nel gruppo di allievi, ma dovrà aspettare un anno o due, perché è troppo giovane per seguire le prove e le esercitazioni che gli studenti praticano per la maggior parte della giornata.
- Generale Daoshen: è l'oracolo ufficiale dell'imperatore e padre di Meng-Di. È apparso per la prima volta nell'episodio Il velo della luce.
- Meng-Di: figlia del Generale Daoshen, è stata rapita da Heihu per ricattare il Generale. Ora è chiaro perché aveva rubato il velo. Dopo una lotta feroce, i nostri amici, Meng-Di e il generale Daoshen portarono il velo al sicuro. È apparsa per la prima volta nell'episodio Il velo della luce.
- Mei-Li: è una donna molto bella apparsa nell'episodio Lacrime di diamante.
- Xin: fratello maggiore di Cheng, gli chiede di tornare a casa perché ha bisogno di aiuto. Hua e Tang lo accompagnano.
- Anping: è un ragazzo molto attraente, apparso per la prima volta nell'episodio L'occhio nel medaglione. Anping è preso in giro da Luyen e tormentato dai suoi amici.
- Luyen: un ragazzo molto attraente, apparso per la prima volta nell'episodio Il vecchio amico.

### Avversari
- Heihu: è un demone che ha terrorizzato la Cina antica. I tre eroi Shaolin, i migliori tra i migliori, riuscirono a chiuderlo in una campana, dove rimase per 1000 anni. Venne poi liberato da una giovane contadina, che, spinta dalla sua curiosità, si avvicinò alla campana, così Heihu prese possesso del corpo della ragazza. Desideroso di vendetta e di conquista del mondo intero, rubò il primo libro del potere, in custodia presso i monaci Shaolin. Fu sulla scia del suo ritorno, che i tre eroi di Shaolin si erano nuovamente uniti.
- Le Volpi Nere: sono uomini che hanno giurato fedeltà a Heihu e che si esibiscono in una serie di misfatti: saccheggi, furti e omicidi.

### Creature
La Cina di Shaolin Wuzang è popolata da molte creature sovrannaturali. In ordine di apparizione:
- I draghi acquatici (episodio Uomini e draghi): Sono draghi che vivono nei fiumi. I draghi sono tra le creature più intelligenti nell'universo. Capiscono il linguaggio umano, ma comunicano tra loro, telepaticamente.
- La Manticora (episodio L'occhio nel medaglione).
- I Daikinis (episodio La pozione dell'immortalità): creature fantastiche che normalmente vivono in Tibet. Ovunque si trovino, creano l'inverno. Nonostante siano pericolose, sono solidali l'una verso l'altra. Il loro sangue è di colore viola, e, secondo alcuni testi antichi, ha il potere di rendere immortale chi lo beve.
- Seuyu (episodio Prigioniero nello specchio).
- I Kuei (episodio omonimo): creature che vivono in una cantina, intrappolate sotto il tempio Shaolin. Uccidono, rubano e causano il caos per divertimento. Alla testa di questi piccoli mostri, vi è una regina orribile e astuta. Ogni anno si sceglie un nuovo re tra gli esseri umani e baciandolo lo trasforma in Kuei. L'unico modo per rompere l'incantesimo, è baciare una giovane ragazza umana. Nelle vene di questi esseri non c'è sangue, ma la lava fusa. Pertanto, quando ricevono un getto d'acqua in faccia, esplodono.
- Lo spirito delle rane (episodio omonimo): questo spirito ha l'aspetto di una rana bianca in grado appagare tre desideri. Gli spiriti rane adorano giocare con i mortali che esprimono un desiderio inconscio ad alta voce in loro presenza.
- Il Demone dalle Nove Facce (episodio Lacrime di diamante).
- Il Tai Qui (episodio Il padiglione dei sospiri).
- Sirene e tritoni (episodio Il Regno delle Dolci Acque).
- Mille Facce (episodio Il demone dai mille volti).
- Alcune divinità di Kunlun (episodio Kunlun): si tratta, in particolare, di Suji, dio del giorno e della notte, e di Chuan-Kun e Chuan-Mu, i Giardinieri del Sogno.Oltre a loro, in questo episodio appaiono particolari uccelli, guardiani di Kunlun.
- Spiriti guerrieri (episodio Il castello invisibile).
- Fu-Tian (episodio La Xi-Rang).

## Distribuzione internazionale
- Canada: Il programma è stato trasmesso dal 16 settembre 2006 su ICI Radio-Canada Télé.[3]
- Francia: Il programma è stato trasmesso dal 16 dicembre 2006 su France 3 e Jetix.[4]
- Italia: Il programma è stato trasmesso da aprile 2007 su RaiSat Smash e Raidue.[5]
- Spagna: Il programma è stato trasmesso dal 1º ottobre 2007 su Nickelodeon.[6]
- Germania: Il programma è stato trasmesso dal 4 ottobre 2007 su KiKa, Jetix e ZDF.[7]
- Austria: Il programma è stato trasmesso dal 24 ottobre 2007 su ORF 1.[7]
- Svizzera: Il programma è stato trasmesso dall'11 novembre 2007 su SRF zwei.[7]
- Malaysia: il programma è stato trasmesso su Disney Channel Asia[8]
- Polonia: Il programma è stato trasmesso dal 22 dicembre 2007 su ZigZap.[senza fonte]

## Doppiaggio italiano
| Personaggio     | Doppiatore italiano |
| --------------- | ------------------- |
| Cheng Xiao-Hu   | Alessio De Filippis |
| Tang Xiao-Long  | Daniele Raffaeli    |
| Hua Xiao-Lan    | Letizia Ciampa      |
| Maestro Sanzang | Vittorio Di Prima   |
| Junxiu          | Giulia Tarquini     |

## Lista Episodi
| nº | Titolo cinese   | Titolo francese            | Titolo inglese            | Traduzione letterale      | Titolo italiano             |
| -- | --------------- | -------------------------- | ------------------------- | ------------------------- | --------------------------- |
| 1  | 集 黑狐王归来   | Le Retour du Démon         | The Demon's Return        |                           | Il ritorno del Demone       |
| 2  | 集 幽灵沼泽     | Le Marais des Pendus       | Hangman's Swamp           | The Swamp of the Hanged   | La foresta dell'impiccato   |
| 3  | 集 宝典惊现     | Kwai Gonjin                | Kwai Gonjin               |                           | Il vecchio amico            |
| 4  | 集 最强的对手   | Ton Pire Ennemi            | Your Worst Enemy          |                           | Il tuo peggior nemico       |
| 5  | 集 龙蛋的秘密   | Les Dragons-Rivières       | The River Dragons         |                           | Uomini e Draghi             |
| 6  | 集 魔牌的力量   | Le Revers de la Médaille   | Eye in the Medallion      | The back of the medallion | L'occhio nel medaglione     |
| 7  | 集 雪域神妖     | Les Dâkinis                | The Daikinis              |                           | La pozione dell'immortalità |
| 8  | 集 开封护驾     | L'Escorte Impériale        | The Imperial Escort       |                           | Il principe                 |
| 9  | 集 时间之轮     | La roue du temps           | The Wheel of Time         |                           | La ruota del tempo          |
| 10 | 集 镜子里的秘密 | Au fond du miroir          | Deep Within the Mirror    |                           | Prigioniero nello specchio  |
| 11 | 集 火鬼         | Les K'Uei                  | The K'Uei                 |                           | I Kuei                      |
| 12 | 集 帝陵迷踪     | Petite Soeur               | Little Sister             |                           | La sorellina                |
| 13 | 集 青蛙精灵     | Le Voile de Lumière        | The Veil of Light         |                           | Il velo della luce          |
| 14 | 集 隐形薄纱     | L'esprit grenouille        | Frog Spirit               |                           | Lo spirito delle rane       |
| 15 | 集 钻石眼泪     | Les larmes de diamant      | Diamond Eyes              | The tears of diamond      | Lacrime di diamante         |
| 16 | 集 开封奇案     | Les Ogres de Kaïfeng       | The Ogres of Kaifeng      |                           | I mostri di Kaifeng         |
| 17 | 集 青春的代价   | L'Arc Sacré de Yi          | Yi's Sacred Bow           |                           | L'arco di Yi                |
| 18 | 集 幽灵古宅     | Le pavillon des murmures   | The Pavilion of Whispers  |                           | Il padiglione dei sospiri   |
| 19 | 集 后羿神弓     | Amour de Jeunesse          | Young Love                |                           | L'eterna giovinezza         |
| 20 | 集 水底王国     | Le Royaume des Eaux Calmes | The Realm of Quiet Waters |                           | Il Regno delle Dolci Acque  |
| 21 | 集 千面魔       | Mille Visages              | A Thousand Faces          |                           | Il Demone dai mille volti   |
| 22 | 集 睡眠花       | Kunlun                     | Kuulnn                    |                           | Kunlun                      |
| 23 | 集 夺影神功     | Le Voleur d'Ombres         | Shadow Thief              |                           | Il ladro di ombre           |
| 24 | 集 消失的古堡   | Le Château Invisible       | The Invisible Castle      |                           | Il castello invisibile      |
| 25 | 集 息壤         | Xi Rang                    | Xi-Rang                   |                           | La Xi-Rang                  |
| 26 | 集 占卜迷局     | Le Piège                   | The Trap                  |                           | La trappola                 |